# Nagasaki (Schnittke)
Nagasaki es un oratorio compuesto por el músico Soviético Alfred Schnittke en 1958, cuando contaba veinticinco años de edad. Fue la composición de graduación de Schnittke en el Conservatorio de Moscú, y el tema fue sugerido por su profesor Evgeny Golubev. El trabajo fue considerado formalista, y Schnittke fue acusado de olvidar los principios del Realismo. Por ese motivo tuvo que suprimir el expresionista movimiento central, que representaba la explosión nuclear, y modificó el final. Fue grabada por la Orquesta Sinfónica de Radio Moscú en 1959 y retransmitida a Japón a través de La Voz de Rusia, pero no fue impresa y, por tanto, no tuvo posteriores interpretaciones. Nagasaki tuvo finalmente su premier pública en su forma original en Ciudad del Cabo el 23 de noviembre de 2006, ocho años después de la muerte de Schnittke, de la mano de Rupert Hanneli y la Filarmónica del Cabo, dirigida por Owain Arwel Hughes.
Comprende cinco movimientos, basados en textos de autores soviéticos y japoneses:
1. "Nagasaki, ciudad de dolor" (Anatoly Sofronov)
2. "La mañana" (Shimazaki Toson)
3. "En ese fatídico día" (A. Sofronov)
4. "Sobre las cenizas" (Eisaku Yoneda)
5. "El sol de la Paz" (A. Sofronov)

## Grabaciones
- Rupert Hanneli, mezzosoprano. Filarmónica del Cabo – Owain Arwel Hughes. BIS, 2007.